# Leichtathletik-Europameisterschaften 1994/10 km Gehen der Frauen

Panoramablick auf Helsinki im Jahr 2004

Das 10-km-Gehen der Frauen bei den Leichtathletik-Europameisterschaften 1994 wurde am 9. August 1994 in den Straßen Helsinkis ausgetragen.
Europameisterin wurde die finnische Weltmeisterin von 1993 und Vizeweltmeisterin von 1991 Sari Essayah. Sie gewann vor der italienischen Titelverteidigerin und Inhaberin der Europabestzeit Annarita Sidoti. Bronze ging an die russische Olympiazweite von 1992 Jelena Nikolajewa.

## Rekorde / Bestleistungen
Anmerkung:

Rekorde wurden damals im Marathonlauf und Straßengehen wegen der unterschiedlichen Streckenbeschaffenheiten mit Ausnahme von Meisterschaftsrekorden nicht geführt.

### Bestehende Rekorde / Bestleistungen
| Weltbestzeit         | 41:30 min | Kerry Saxby-Junna | Canberra, Australien  | 27. August 1988 |
| Europabestzeit       | 41:46 min | Annarita Sidoti   | Livorno, Italien      | 12. Juni 1994   |
| Meisterschaftsrekord | 44:00 min | Annarita Sidoti   | EM Split, Jugoslawien | 29. August 1990 |

### Rekordverbesserung
Die finnische Europameisterin Sari Essayah verbesserte den bestehenden EM-Rekord im Wettbewerb am 9. August um 1:23 min auf 42:37 min. Zur Welt- und Europabestzeit fehlten ihr 51 s.

## Durchführung
Hier gab es keine Vorrunde, alle 33 Geherinnen traten gemeinsam zum Finale an.

## Ergebnis

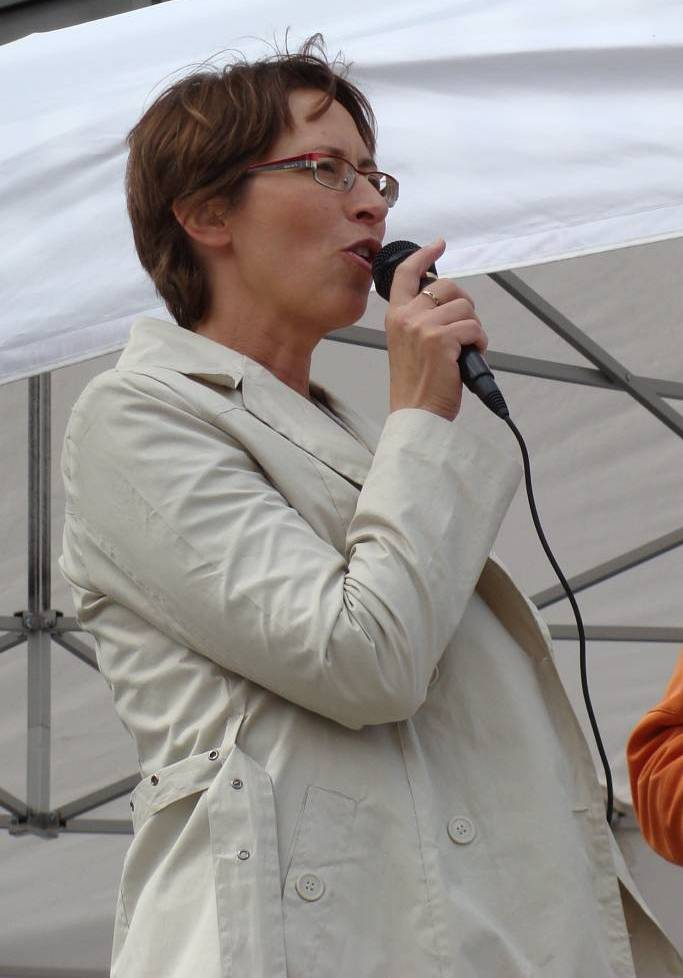
Europameistertitel für Sari Essayah, Weltmeisterin von 1993 und Vizeweltmeisterin von 1991 (hier als Politikerin im Jahr 2009)
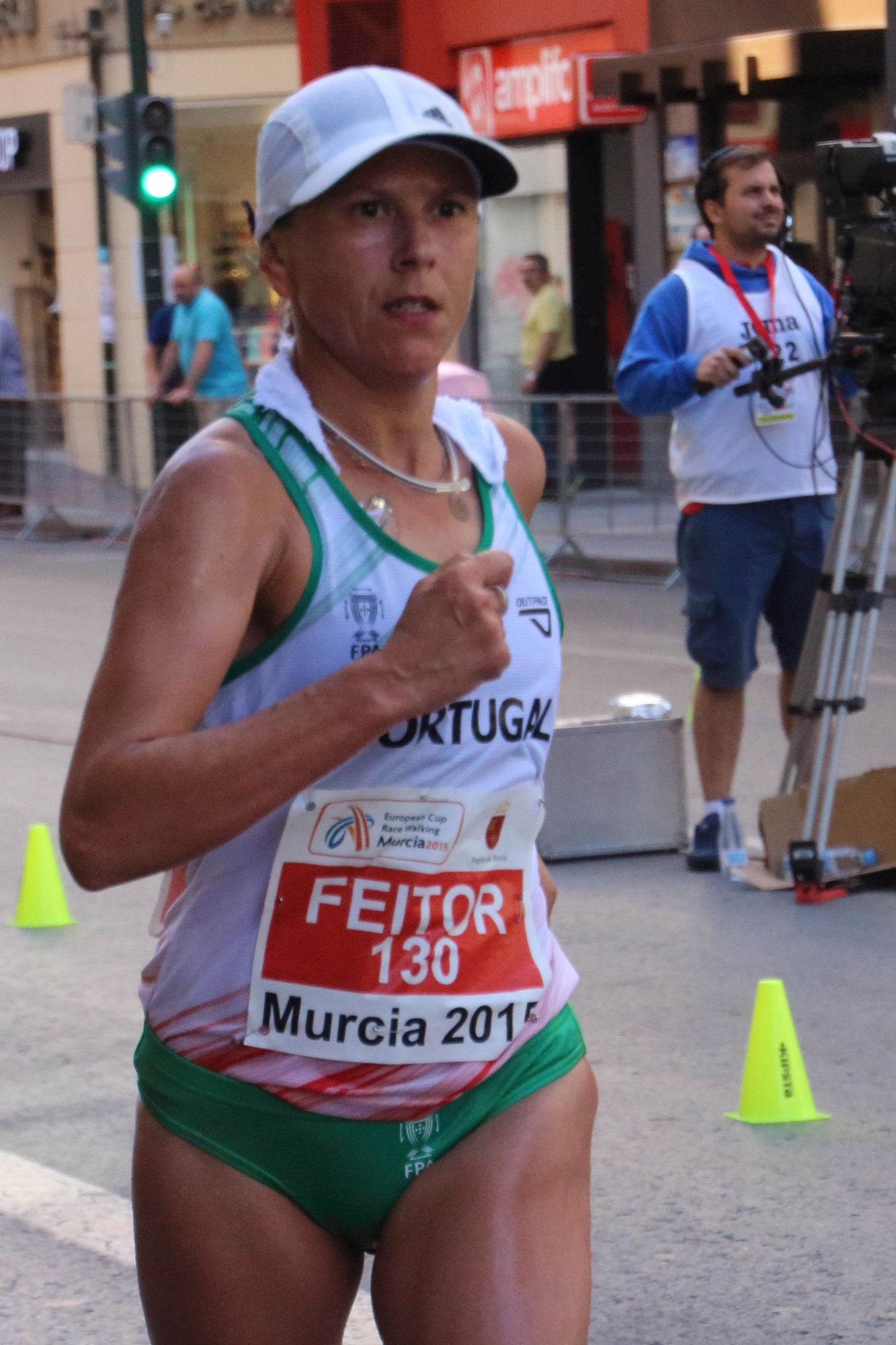
Susana Feitor erreichte Platz acht

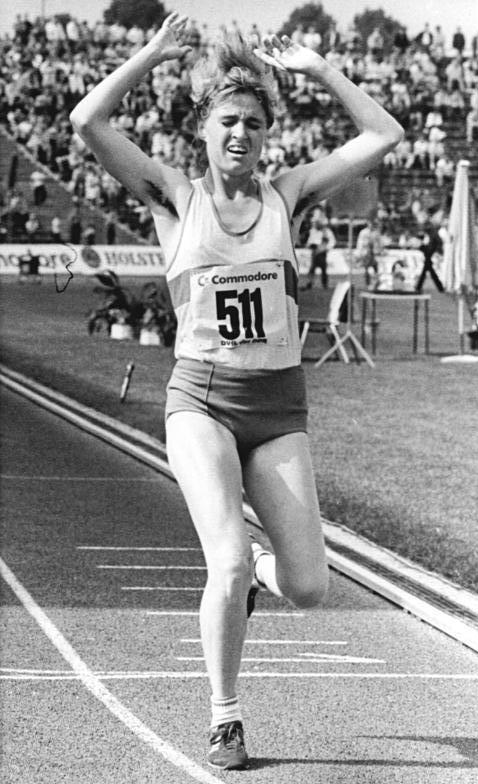
Beate Gummelt, 1990 als Beate Anders EM-Sechste, kam auf den neunten Platz

9. August 1994
| Platz | Name                  | Nation                  | Zeit (min) |
| ----- | --------------------- | ----------------------- | ---------- |
| 1     | Sari Essayah          | Finnland                | 42:37 CR   |
| 2     | Annarita Sidoti       | Italien                 | 42:43      |
| 3     | Jelena Nikolajewa     | Russland                | 42:43      |
| 4     | Jelena Arschinzewa    | Russland                | 43:23      |
| 5     | Larissa Ramasanowa    | Russland                | 43:25      |
| 6     | Natallja Misjulja     | Belarus                 | 43:39      |
| 7     | Elisabetta Perrone    | Italien                 | 43:47      |
| 8     | Susana Feitor         | Portugal                | 43:47      |
| 9     | Beate Gummelt         | Deutschland             | 44:09      |
| 10    | Tatyana Ragozina      | Ukraine                 | 44:15      |
| 11    | Ileana Salvador       | Italien                 | 44:51      |
| 12    | Waljanzina Zybulskaja | Belarus                 | 45:06      |
| 13    | Emilia Cano           | Spanien                 | 45:14      |
| 14    | Mária Urbanik-Rosza   | Ungarn                  | 45:31      |
| 15    | Encarna Granados      | Spanien                 | 45:43      |
| 16    | Kjersti Tysse         | Norwegen                | 46:10      |
| 17    | Sonata Milušauskaite  | Litauen                 | 46:17      |
| 18    | Valérie Nadaud        | Frankreich              | 46:23      |
| 19    | Simone Thust          | Deutschland             | 46:26      |
| 20    | Vicky Lupton          | Großbritannien          | 46:30      |
| 21    | Hanne Liland          | Norwegen                | 46:51      |
| 22    | Yulia Lisnik          | Moldau                  | 47:20      |
| 23    | Verity Snook-Larby    | Großbritannien          | 47:23      |
| 24    | Isilda Gonçalves      | Portugal                | 47:42      |
| 25    | Deirdre Gallagher     | Irland                  | 48:50      |
| 26    | Kada Delìc            | Bosnien und Herzegowina | 49:58      |
| 27    | Kaisa Suhonen         | Finnland                | 50:54      |
| 28    | Mira Saastamoinen     | Finnland                | 51:54      |
| DSQ   | Olga Leonenko         | Ukraine                 |            |
| DSQ   | Lisa Kehler           | Großbritannien          |            |
| DSQ   | Norica Câmpean        | Rumänien                |            |
| DSQ   | Katarzyna Radtke      | Polen                   |            |
| DSQ   | Kathrin Boyde         | Deutschland             |            |